# Argo Gully
Die Argo Gully ist ein markantes Tal im ostantarktischen Viktorialand. In der Olympus Range erstreckt es sich von den oberen Hängen des Mount Jason in Nachbarschaft zum Goldich Crest über eine Länge von 2,9 km bis zum nordöstlichen Ufer des Vandasees. Das Tal ist bekannt für seine marinen Sedimente und darin enthaltene Fossilien.
Das Advisory Committee on Antarctic Names benannte es 2014 nach dem Schiff Argo aus der Argonautensage.